# Phytobia insulana
Phytobia insulana är en tvåvingeart som beskrevs av Spencer 1977. Phytobia insulana ingår i släktet Phytobia och familjen minerarflugor. Inga underarter finns listade i Catalogue of Life.